# Michel Hermans
 (octobre 2016).
Si vous disposez d'ouvrages ou d'articles de référence ou si vous connaissez des sites web de qualité traitant du thème abordé ici, merci de compléter l'article en donnant les références utiles à sa vérifiabilité et en les liant à la section « Notes et références ».
Pour les articles homonymes, voir Hermans.
Michel Hermans est un politologue belge. Il est Licencié en Science politique et Administration publique de l’Université de Liège (1980) et Docteur en Science Politique de l’Université de Paris I Panthéon-Sorbonne (1997). Il est Professeur de Science Politique à HEC-École de Gestion de l'Université de Liège. Il est Professeur invité et membre du Conseil scientifique de l’Institut européen des hautes études internationales (IEHEI) de Nice. Il est également Professeur invité dans le programme de Management interculturel - MIME de l'ICHEC à Bruxelles. Il est membre du Collège d’autorisation et de Contrôle du Conseil Supérieur de l’Audiovisuel – CSA de la Communauté française de Belgique. 
Il est enseignant, analyste et chercheur.  Il apporte le point de vue de la science politique dans les liens entre l’économie, les entreprises et la classe politique.  Ses domaines d’enseignement portent sur la politique de mondialisation et de la communication.  Son analyse porte sur l’actualité politique internationale, les médias et la vie politique belge.  Ses domaines de recherches portent sur les rapports entre le pouvoir politique et les médias (la télévision et Internet), les conséquences politiques de la domination du secteur privé dans le secteur audiovisuel et la perception du système des Nations unies sur l’activité économique mondiale.  